# Фадеева, Елена Алексеевна
Елена Алексеевна Фаде́ева (25 марта (7 апреля) 1914, Москва — 29 июля 1999, Москва) — советская, российская актриса театра и кино. Народная артистка СССР (1978). Лауреат Государственной премии СССР (1968).

## Биография
Елена Фадеева родилась 25 марта (7 апреля) 1914 года (по другим источникам — 12 (25) марта 1914) в Москве в семье врача.
Рано лишилась родителей — сначала отец бросил семью, а вскоре умерла от тифа мать. В возрасте семи лет осталась на попечении дедушки и тёти. После окончания Советской трудовой школы в 1929 году поступила на обучение в техникум Объединения жировой, парфюмерной и костеобрабатывающей промышленности, однако была вынуждена оставить его по болезни. С 1932 по 1934 год трудилась лаборантом на кафедре биохимии в Московском медицинском институте.
В 1934 году поступила в театральное училище при МХАТе 2-м, где познакомилась с Иваном Берсеневым, в то время возглавлявшим театр и преподававшим в училище актёрское мастерство. В 1936 году МХАТ 2-й был закрыт и она перешла в Театральное училище при Театре им. Е. Вахтангова (ныне Театральный институт имени Бориса Щукина).
В 1938 году И. Берсенев был назначен художественным руководителем Московского театра им. Ленинского комсомола («Ленком») и пригласил в свой новый театр бывшую ученицу. Вся дальнейшая жизнь актрисы была связана с «Ленкомом».
Во время войны, в 1941—1943 годах, служила во фронтовом филиале Театра им. Е. Вахтангова.
В кино дебютировала в 1954 году.
Депутат Верховного Совета СССР 8—9 созывов (1970—1979).
Скончалась 29 июля 1999 года в Москве. Похоронена на Головинском кладбище (4 участок).

### Семья
- Дед — Сергей Дмитриевич Урусов (1862—1937), князь, общественный и политический деятель Российской империи конца XIX — начала XX века[6].

## Награды и звания
- Заслуженная артистка РСФСР (1954)[3]
- Народная артистка РСФСР (1960)
- Народная артистка СССР (1978)
- Государственная премия СССР (1968) — за исполнение роли М. А. Ульяновой в фильме «Сердце матери»
- Орден «Знак Почёта» (1947)
- Орден Трудового Красного Знамени (1967)
- Орден Октябрьской Революции (22 августа 1986)
- Медали
- II-й Всесоюзный кинофестиваль в Киеве (Первая премия, «За лучшую роль» в фильме «Сердце матери», 1966).

## Творчество

### Роли в театре
- 1942 — «Живой труп» Л. Н. Толстого — Лиза Протасова
- 1943 — «Сирано де Бержерак» Э. Ростана — Роксана
- 1943 — «Юность отцов» Б. Л. Горбатова — Маруся
- 1947 — «Губернатор провинции» братьев Тур и Л. Р. Шейнина; постановка И. Н. Берсенев, режиссёр С. Л. Штейн — Лилиан Шервуд
- 1947 — «За тех, кто в море!» Б. А. Лавренёва — Евгения Сергеевна Шабунина
- 1948 — «Не Ждали» В. С. Полякова — Нина, дочь Кондрашова
- 1949 — «Семья» И. Ф. Попова — Ольга
- 1949 — «Месяц в деревне» И. С. Тургенева — Верочка
- 1949 — «Наш общий друг» по роману Ч. Диккенса — Белла
- 1949 — «В окнах горит свет» Л. Д. Аграновича; постановка В. В. Всеволодова, режиссёр И. В. Мурзаева) — Таня
- 1952 — «Новые люди», по роману «Что делать?» Н. Г. Чернышевского — Жюли
- 1954 — «Годы странствий» А. Н. Арбузова — Люся Ведерникова
- 1955 — «Друзья-сочинители» Н. А. Венкстерн — актриса Антураж
- 1956 — «В эту ночь никто не уснул» В. А. Гольдфельда — Наталия Николаевна Званцева
- 1957 — «В доме господина Драгомиреску» Х. Лавинеску — Ирина
- 1957 — «Первая симфония» А. К. Гладкова — Бутасова
- 1958 — «Святая Жанна» Б. Шоу — Жанна
- 1959 — «Братья Ершовы», по одноимённому роману В. А. Кочетова — Казакова Искра Васильевна
- 1960 — «Опасный возраст» С. Д. Нариньяни — Вера Павловна
- 1961 — «Гамлет из квартиры № 13» А. Л. Вейцлера и А. Н. Мишарина, постановка О. Я. Ремеза) — Мать
- 1962 — «Чемодан с наклейками» Д. Б. Угрюмова — тётя Сима
- 1966 — «Мольер» М. А. Булгаков; постановка А. В. Эфроса, режиссёр Л. К. Дуров) — Мадлен Бежар
- 1966 — «Чайка» А. П. Чехова — Ирина Николаевна Аркадина
- 1967 — «Дым Отечества» по повести К. М. Симонову; постановка А. О. Гинзбурга и С. В. Гиацинтовой, сценическая композиция Т. И. Лондона) — Мать
- 1971 — «Вечером, после работы» Б. М. Рацера и В. К. Константинова — Нелли Петровна, завуч вечерней школы
- 1972 — «В этом милом, старом доме» А. Н. Арбузова — Раиса
- 1974 — «Тиль» Г. И. Горина; постановка М. А. Захарова — Катлина, мать Неле
- 1976 — «Ясновидящий» по роману Л. Фейхтвангера «Братья Лаутензак» — Баронесса фон Третнов
- 1977 — «Мои Надежды» М. Ф. Шатрова; постановка М. А. Захарова — Прасковья Голубева, ткачиха
- 1977 — «Парень из нашего города» К. М. Симонова; постановщики М. А. Захаров и Ю. А. Махаев — Полина Францевна Сюлли, преподавательница языков
- 1984 — «Дорогая Памелла» Дж. Патрика; постановка П. Штайна — Памелла Кронки, старушка неопределённого возраста
- 1989 — «Поминальная молитва» Г. И. Горина; постановка М. А. Захарова — Берта

### Роли в кино
- 1955 — Хористка (короткометражный) — Колпакова
- 1961 — Високосный год — Дорофея Николаевна Куприянова
- 1963 — Русский лес — Наталья Сергеевна
- 1965 — Сердце матери — Мария Александровна Ульянова
- 1966 — Верность матери — Мария Александровна Ульянова
- 1975 — Ольга Сергеевна — Жена Зоркова
- 1979 — Простите нас — Мария Петровна
- 1980 — Через тернии к звездам — Мария Павловна Лебедева
- 1983 — И жизнь, и слёзы, и любовь — Софья Петровна Сербина
- 1985 — Дикий хмель — Юлия Борисовна, мать Андрея Бурова
- 1986 — Игорь Саввович — Надежда Георгиевна
- 1987 — Выбор — Раиса Михайловна, мать Рамзина
- 1987 — Дни и годы Николая Батыгина  — Серафима Леонтьевна
- 1987 — Забытая мелодия для флейты — мать Леонида
- 1988 — Шаг — Татьяна
- 1991 — Уставшие
- 1991 — Шкура — миссис Паркинс
- 1992 — Увидеть Париж и умереть — Серафима
- 1996 — Котёнок — эпизод

### Телеспектакли
- 1964 — Перестань, Мадлен!
- 1974 — Мегрэ и старая дама — Валентина Бессон
- 1978 — Парень из нашего города — Полина Францевна
- 1985 — Дорогая Памелла — Памелла Кронки
- 1988 — Диктатура совести — Алла Петровна, народный заседатель
- 1988 — Три девушки в голубом — мать Иры
- 1993 — Поминальная молитва — Берта

### Озвучивание
- 1953 — Джульетта — Рози (роль Ж. Моро)
- 1954 — Возраст любви — Марта Биби (роль М. Гале)
- 1957 — Дани — Аранка
- 1958 — Анна Эйдеш — госпожа Визи (роль М. Мезеи)